# Lessines

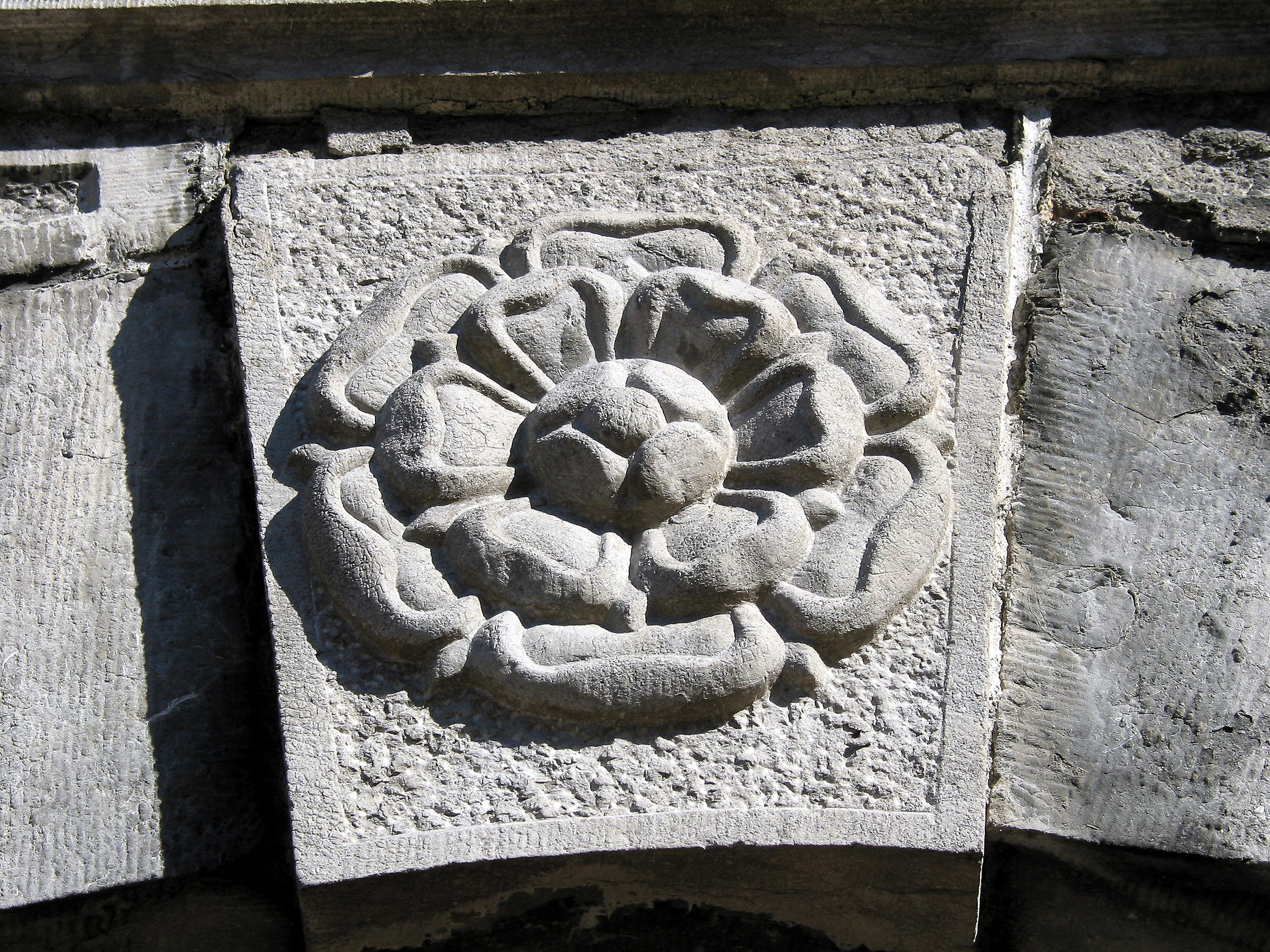
Một phiến đá tại Bệnh viện Our Lady.

Lessineslà một đô thị ở tỉnh Hainaut. Tại thời điểm ngày 1 tháng 1 năm 2006 Lessines có tổng dân số of 17.848 người. Tổng diện tích là 72,29 km² với mật độ dân số là 247 người trên mỗi km². Đây là nơi sinh của họa sĩ René Magritte.

## Liên kết ngoài

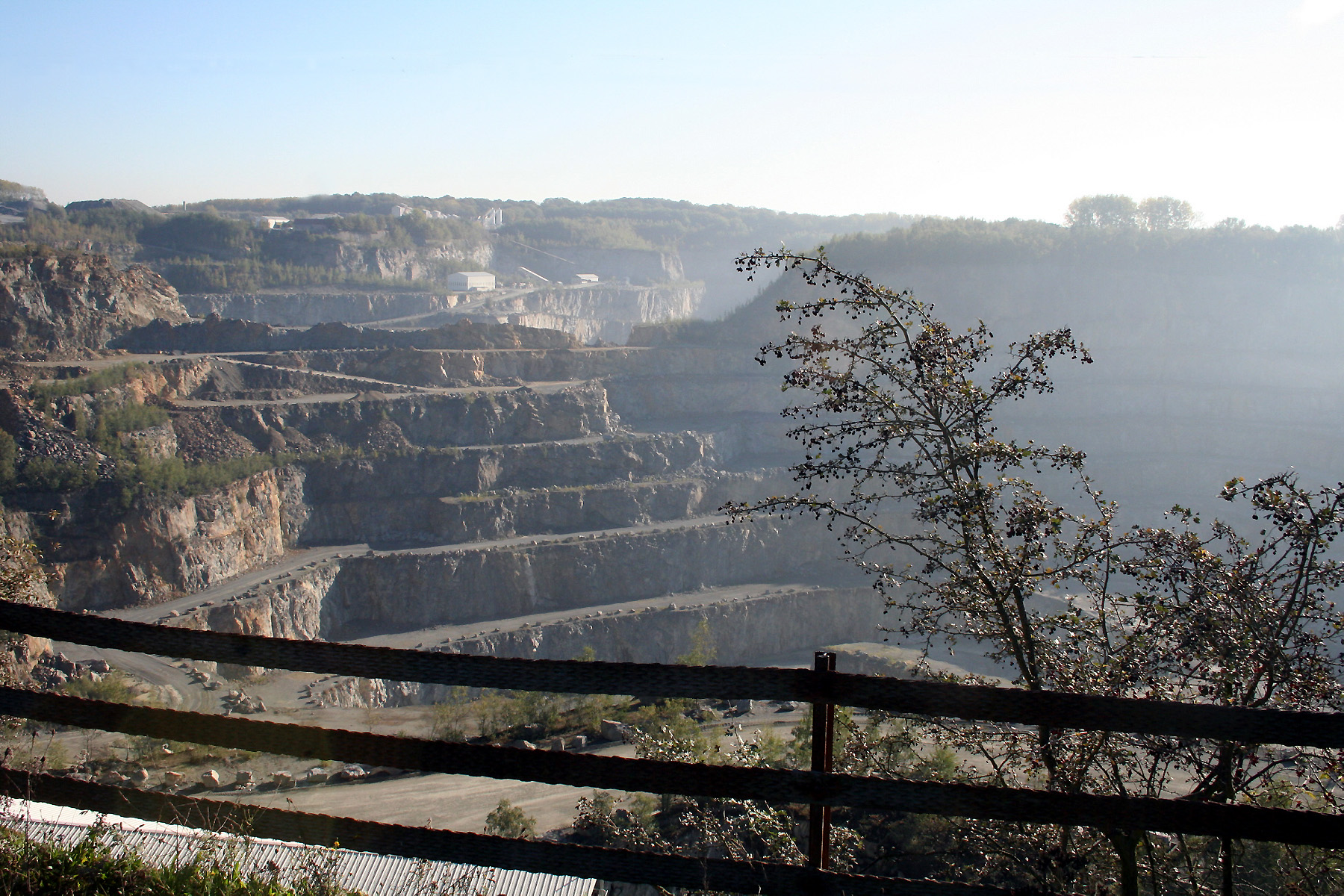
Quarry.